# 建安文学
建安文学（けんあんぶんがく）は、中国後漢末期の建安年間（196年 - 220年）、実質的な最高権力者となっていた曹氏一族の曹操を擁護者として、多くの優れた文人たちによって築き上げられた、五言詩・楽府を中心とする詩文学。
それまで文学の中心とされていた辞賦に代わり、五言詩・楽府と呼ばれる歌謡を文学形式へと昇華させ、儒家的・礼楽的な型に囚われない、自由闊達な文調を生み出した。激情的で、反骨に富んだ力強い作風の物も多く、戦乱の悲劇から生じた不遇や悲哀、社会や民衆の混乱に対する想い、未来への不安等をより強く表現した作品が、数多く残されている。
五言詩には古詩十九首と称される一群の作品がある。古詩十九首は前漢ごろに制作されたと推定されている。男女別離の情を歌うもの、苦難の生活への怨憤、刹那的快楽の心情を歌う作品などが収められており、もとは民間の歌謡であったものが文人によって表現を整えられた形として残されている。

## 建安文学の文学者
後漢末になると中央政府の実権は既に曹操へ移った。曹操のもとに集まったのが建安七子と呼ばれる文学者たちである。七子は孔融・陳琳・徐幹・王粲・応瑒・劉楨・阮瑀らを総称している。また魏の都の鄴に集まっていたので、鄴下の七子とも称されている。それに加えて、建安文学の擁護者であり、一流の詩人でもあった曹氏一族の曹操・曹丕・曹植の3人（三曹と呼ぶ）を同列とし、建安の三曹七子と呼称することもある。
建安の七子が宮廷において、全員揃って仕えていた期間は僅か数年しかない。建安13年（208年）に孔融は曹操に対し嘲笑する筆を振ったため、不孝の罪で殺されている。建安17年（212年）に阮瑀が亡くなる。建安22年（217年）に呉との戦いの陣中に王粲が没する。同年に徐幹・陳琳・応瑒・劉楨が一度に世を去る。
繁欽・路粋・何晏・応璩・蔡琰・呉質といった著名文学者たちも、この建安文学に携わり、大きく貢献した文壇の一員であるとされている。
また、劉表が興し盛り立てた「荊州学派」と呼ばれる学術振興活動も、王粲を通して建安文学の興隆へ貢献している。劉表は『三国志演義』などでは優柔不断な人物として描かれているが、彼自身も王粲の祖父王暢に師事した儒学者であり、戦乱に荒れ果てた華北や関中から避難してきた知識人・学者を集めて学問を奨励し、その成果は魏に引き継がれた。
その後、魏詩は建安体から正始体へと移り、魏末から晋初にかけて竹林の七賢が現れる。阮籍・嵆康・山濤・劉伶・阮咸・向秀・王戎を指す。後漢の乱世のなか儒教に不信を抱き、世俗を離れた老荘的な清談が行われた。